# A431 (Zelllinie)
A431-Zellen sind eine Modell-Zelllinie (epidermoides Karzinom), die in der biomedizinischen Forschung, u. a. in der Krebsforschung genutzt wird.
Insbesondere Zellzyklus- und Krebs-assoziierte Pfade der zellulären Signaltransduktion werden mit A431 untersucht, seit bekannt ist, dass diese Zelllinie abnorm hohe Expressionsraten des EGFR-1 (oder Her1/neu) besitzt; sie können daher als Positivkontrolle für die EGFR-Expression genutzt werden.
A431 besitzen kein funktionelles p53-Protein, ein potentes Tumorsuppressor-Molekül, und sind so äußerst empfindlich gegenüber mitogenischen Stimuli.
A431 wurden aus der Epidermis einer 85-jährigen Patientin isoliert.
EGF-Stimulation von A431 induziert schnelle Tyrosin-Phosphorylierung von intrazellulären Proteinen, die zelluläre Prozesse wie Wachstum, Proliferation und Apoptose regulieren.
Behandlung von A431-Zellen mit Bradykinin reduziert basale und EGF-induzierte EGFR-Phosphorylierung.

## Nachweise
1. ↑  A431 - Cytokines and Cells Online Pathfinder Encyclopaedia. Archiviert vom Original am 10. Februar 2013; abgerufen am 13. Dezember 2013 (englisch).
2. ↑  Graness A, Hanke S, Boehmer FD, et al.: Protein-tyrosine-phosphatase-mediated epidermal growth factor (EGF) receptor transinactivation and EGF receptor-independent stimulation of mitogen-activated protein kinase by bradykinin in A431 cells. In: Biochem. J. 347. Jahrgang, Pt 2, April 2000, S. 441–47, doi:10.1042/0264-6021:3470441, PMID 10749673, PMC 1220976 (freier Volltext) – (englisch).